# With Love (Christina Grimmie)
With Love è il primo album in studio della cantante statunitense Christina Grimmie, pubblicato il 6 agosto 2013.
Inizialmente pubblicato in formato digitale, anche delle copie fisiche dell'album sono state vendute durante le esibizioni dal vivo dell'artista. Il singolo di lancio dell'album è stato Tell My Mama.

## Tracce
1. Over Overthinking You – 3:03 (Christina Grimmie, Brennan Aerts, Khara Lord)
2. Absolutely Final Goodbye – 2:40 (Toby Gad, Lindy Robbins, Stooshie)
3. Make It Work – 3:50 (C. Todd Nielsen, Grace Mitchell)
4. Get Yourself Together – 3:32 (MoZella, Rune Westberg, Haley Reinhart)
5. With Love – 3:57 (Grimmie, C. Todd Neilsen)
6. Tell My Mama – 3:19 (Andrew Bolooki, Gamal "Lunchmoney" Lewis, Jacob Kasher, Evan "Kidd" Bogart)
7. Feelin' Good – 4:03 (Grimmie, Neilsen, Jonathan Radford Mead)
8. The One I Crave – 2:51 (Toby Gad, Pixie Lott)
9. I Bet You Don't Curse God – 3:51 (Grimmie, Philip Bentley, Jeff Sierota)
10. Think of You – 3:45 (Grimmie, Mike Davis)
11. My Anthem – 3:14 (Grimmie, Toby Gad)

## Classifiche
| Classifica (2013)         | Posizione massima |
| ------------------------- | ----------------- |
| Belgio (Fiandre)          | 167               |
| Stati Uniti               | 171               |
| Classifica (2016)         | Posizione massima |
| Stati Uniti (independent) | 20                |